# 関喜誉仁
関 喜誉仁（せき きよひと、1923年4月13日 - 没年不詳）は、日本の映画監督、脚本家である。旧漢字表記関 喜譽仁、別名に沖 全吉（おき ぜんきち）、沖 弘次（おき こうじ）。
allcinema等での読み「せき きよじ」は誤りである。

## 人物・来歴

### マキノ雅弘の弟子として
1923年（大正12年）4月13日、関東州大連市（現在の中華人民共和国遼寧省大連市）に生まれる。
旧制中学校に在学中、校内での月1度の選定上映で映画に夢中になり、東京に出て、日本大学法文学部芸術学科映画専攻（現在の日本大学藝術学部映画学科）に入学する。同学在学中に、マキノ雅弘（当時は正博）に個人的に師事する。関が満18歳であった1941年（昭和16年）12月8日に太平洋戦争が開戦し、やがて戦況は激化、応召して1944年（昭和19年）9月に同学を繰り上げ卒業する。出征先は中国大陸であった。1945年（昭和20年）8月15日、第二次世界大戦が終結、復員後の1946年（昭和21年）6月、マキノ正博が所長を務めていた時代の松竹下加茂撮影所に入社、助監督になり、大曾根辰夫（1904年 - 1963年）に師事する。1950年（昭和25年）7月24日、同撮影所は火災を出し、翌年9月には、松竹京都撮影所は下加茂から太秦に移ることになる。1951年（昭和26年）6月8日に公開された『獣の宿』（監督大曾根辰夫）でセカンド助監督、1952年（昭和27年）10月15日に公開された『武蔵と小次郎』（監督マキノ雅弘）でチーフ助監督を務めた記録が残っている。
戦時統制で製作機能を失っていた日活が1954年（昭和29年）、調布に撮影所を新設、製作を再開するにあたり、関は日活助監督部に移籍する。同社は、同年6月27日に公開された『かくて夢あり』（監督千葉泰樹）、同じく『国定忠治』（監督滝沢英輔）を皮切りに自主製作を開始、関は、記念すべき第1作の『国定忠治』でチーフ助監督を務めている。同年、同様に他社から移ってきた同世代の助監督に中平康、斎藤武市、鈴木清太郎（鈴木清順）らがいた。翌1955年（昭和30年）2月18日に公開された『次郎長遊侠伝 秋葉の火祭り』では、ふたたびマキノ雅弘のチーフ助監督を務め、1956年（昭和31年）1月8日に公開された第1作『丹下左膳 第一部 乾雲の巻』（監督マキノ雅弘）に始まる3部作では、棚田吾郎、後輩の内田一作（1928年 - 1983年）と共同で脚本を執筆した。同年7月5日に公開された現代ものの青春映画『燃ゆる黒帯 花の高校生』（主演青山恭二）で監督に昇進した。監督昇進第6作の『哀愁の高速道路』（主演小高雄二）が1958年（昭和33年）11月18日に公開されるが、同作を最後に同社を退社、以降、フリーランスになる。

### フリーランス時代
1959年（昭和34年）からフリーランスの監督として、ドキュメンタリー映画、PR映画、産業映画、教育映画等を手がけるが、前年11月に発足した朝日テレビニュース社（現在のテレビ朝日映像）で『朝日テレビニュース』を製作、同社が製作する教育番組のテレビ映画も製作した。放映時期は定かではないが、金城哲夫が自主製作したテレビ映画『沖縄物語』を佐喜真勇とともに監督したのもこの時期である。この時期、教育映画の現場で渡辺護が関の助監督を務めている。1963年（昭和38年）には、プロゴルファーの陳清波（1931年 - ）の著書（報知新聞社、1960年）と同名の記録映画『陳清波の近代ゴルフ』を発表した記録があり、また同年、日本映画監督協会を脱退している。
1965年（昭和40年）4月、かつて関が在籍したころに日活にいた俳優の斎藤邦唯（1929年 - ）が製作に転向、映画製作会社・扇映画プロダクションを設立、設立第1作として脚本を吉田義昭（1932年 - 1989年）とともに準備していた渡辺護（1931年 - 2013年）を監督に抜擢、『あばずれ』を製作する。このとき、関はスタッフ編成に協力、撮影技師として竹野治夫、照明技師として村瀬栄一をそれぞれブッキング、関は「沖弘次」名義で「監修」としてクレジットされている。同作を同年6月に公開した後、同社では、関に監督を依頼、同年8月公開の『嬲る』、同年8月公開の『妾の子』を製作した。渡辺護の回想によれば、『嬲る』はアクション映画としてつくられており、関の演出は、マキノ譲りの非常に手際のいい演出であったという。当時、関は42歳であった。
1976年（昭和51年）12月24日に発行された『日本映画監督全集』（キネマ旬報社）の関の項によれば、同時点において関は存命であり、東京都調布市に住んでいたことが明らかにされている。以降の消息は不明であり、作品歴も没年も伝えられてはいない。同書には、映画の演出等のほかに、書籍の校正や、原稿執筆もしたとあるが、国立国会図書館には「関喜誉仁」の名で書かれた書籍、雑誌の類は見当たらない。1男2女あり。

### 再評価
関が脚本参加した『朝やけ血戦場』（監督マキノ雅弘）は、2010年（平成22年）9月11日 - 同年10月1日に神保町シアターで行われた「幕末映画血風録!!」の特集上映、2014年（平成26年）2月9日 - 同年4月5日にラピュタ阿佐ケ谷で行われた「昭和の銀幕に輝くヒロイン 第72弾 北原三枝」の特集上映でそれぞれ上映されている。関が監修として参加した『あばずれ』（監督渡辺護）は、2014年に16mmフィルム短縮版プリントが発掘されて同年12月5日 - 同9日に神戸映画資料館で行われた「渡辺護 はじまりから、最後のおくりもの。」の特集上映で上映された。

## フィルモグラフィ
特筆以外は「関喜誉仁」名義、「監督」である。東京国立近代美術館フィルムセンター（NFC）、デジタル・ミーム等での所蔵状況も記した。

### 1950年代
- 『獣の宿』[4]（けもののやど、『獸の宿』[3]） : 製作小倉浩一郎、監督大曾根辰夫、原作藤原審爾、脚本黒澤明、主演鶴田浩二、製作松竹京都撮影所、配給松竹、1951年6月8日公開 - 監督助手（セカンド助監督）、『獸の宿』題で86分の上映用プリントをNFCが所蔵[3]
- 『武蔵と小次郎』[4]（『武藏と小次郎』[3]） : 製作小倉浩一郎、監督マキノ雅弘、脚本八木隆一郎・鈴木兵吾、主演島田正吾、製作松竹京都撮影所、配給松竹、1952年10月15日公開 - 監督助手（チーフ助監督）、『武藏と小次郎』題で96分の上映用プリントをNFCが所蔵[3]
- 『国定忠治』[7]（『國定忠治』[3]） : 製作星野和平、監督滝沢英輔、脚本菊島隆三、主演辰巳柳太郎、製作・配給日活、1954年6月27日公開 - チーフ助監督、『國定忠治』題で116分の上映用プリントをNFCが所蔵[3]
- 『初姿丑松格子』[7]（『「暗闇の丑松」より 初姿丑松格子』[3]） : 製作星野和平、監督滝沢英輔、原作長谷川伸、構成橋本忍、脚本堀江正太、主演島田正吾、製作・配給日活、1954年11月30日公開 - チーフ助監督、『「暗闇の丑松」より 初姿丑松格子』題で100分の上映用プリントをNFCが所蔵[3]
- 『スラバヤ殿下』 : 製作高木雅行、監督佐藤武、原作菊田一夫、脚本柳沢類寿、主演森繁久彌、製作・配給日活、1955年1月23日公開 - チーフ助監督、86分の上映用プリントをNFCが所蔵[3]
- 『次郎長遊侠伝 秋葉の火祭り』 : 製作浅田健三、監督マキノ雅弘、企画・脚本八木保太郎・毛利三四郎、主演河津清三郎、製作・配給日活、1955年2月18日公開 - チーフ助監督、90分の上映用プリントをNFCが所蔵[3]
- 『木曾の風来坊』[8]（『木曽の風来坊』[8]） : 製作柳川武夫、監督小林桂三郎、原作長谷川伸、脚本八尋不二、主演坂東好太郎、製作・配給日活、1955年6月9日公開 - チーフ助監督
- 『白浪若衆 江戸怪盗伝』[4][8]（『白浪若衆 江戸快盗伝』[7]） : 製作西原孝、監督小林桂三郎、原作並木行夫、脚本浅野辰雄、主演坂東鶴之助、製作・配給日活、1955年9月7日公開 - チーフ助監督
- 『丹下左膳 第一部 乾雲の巻』[8]（『丹下左膳 乾雲の巻』[3]） : 製作水の江滝子、監督マキノ雅弘、原作林不忘、主演水島道太郎、製作・配給日活、1956年1月8日公開 - 棚田吾郎・内田一作と共同で脚本、『丹下左膳 乾雲の巻』題で82分の上映用プリントをNFCが所蔵[3]
- 『朝やけ血戦場』[4]（『朝やけ血戰場』[3]『朝やけ決戦場』[7]『朝やけ血戦場、鉄火の中』） : 製作坂上静翁、監督マキノ雅弘、原作村上元三、主演大坂志郎、製作・配給日活、1956年1月15日公開 - 内田一作と共同で脚本、『朝やけ血戰場』題で76分の上映用プリントをNFCが所蔵[3]
- 『丹下左膳 第二部 坤竜の巻』[8]（『丹下左膳 坤龍の巻』[7]『丹下左膳 坤竜の巻』[3]） : 製作水の江滝子、監督マキノ雅弘、原作林不忘、主演水島道太郎、製作・配給日活、1956年1月29日公開 - 棚田吾郎・内田一作と共同で脚本、『丹下左膳 坤竜の巻』題で61分の上映用プリントをNFCが所蔵[3]
- 『丹下左膳 第三部 昇竜の巻』[8]（『丹下左膳 完結篇』[7]『丹下左膳 昇竜の巻』[3]） : 製作水の江滝子、監督マキノ雅弘、原作林不忘、主演水島道太郎、製作・配給日活、1956年2月5日公開 - 棚田吾郎・内田一作と共同で脚本、『丹下左膳 昇竜の巻』題で79分の上映用プリントをNFCが所蔵[3]
- 『燃ゆる黒帯 花の高校生』 : 製作芦田正蔵、脚本陶山鉄、主演青山恭二、製作・配給日活、1956年7月5日公開 - 初監督
- 『妻恋峠』 : 製作茂木了次、原作・脚本松浦健郎、主演名和宏、製作・配給日活、1956年12月19日公開
- 『唄祭り喧嘩旅』 : 製作図師巌、脚本相良準三、主演長門裕之、製作・配給日活、1957年2月13日公開（映倫番号 10025）
- 『どうせ拾った恋だもの』[7][8]（『どうせひろった恋だもの』[4]） : 製作茂木了次、脚本西島大、主演安井昌二、製作・配給日活、1958年4月1日公開（映倫番号 10594）
- 『アンコなぜ泣く』 : 製作芦田正蔵、脚本窪田篤人、主演牧真介、製作・配給日活、1958年5月27日公開（映倫番号 10667）
- 『哀愁の高速道路』（あいしゅうのハイウェイ） : 製作茂木了次、原作松浦義教、脚本石井喜一、主演小高雄二、製作・配給日活、1958年11月18日公開（映倫番号 10926）

### 1960年代
- 『沖縄物語』 : 製作金城哲夫・灘千造、脚本森田新・灘千造、主演清村悦子、1961年前後発表（テレビ映画・全3回） - 佐喜真勇とともに監督
- 『陳清波の近代ゴルフ』 : 原作・主演陳清波、製作アイディアワーク、1963年発表 - 監督[17]
- 『あばずれ』 : 製作斎藤邦唯、監督渡辺護、脚本吉田貴彰、撮影生田洋、主演飛鳥公子、製作扇映画プロダクション、配給新東宝興業、1965年6月公開（成人映画・映倫番号 不明） - 「沖弘次」名義で監修、60分の16mmフィルム版上映用プリントが現存[28]
- 『嬲る』 : 製作斎藤邦唯、製作扇映画プロダクション、配給新東宝興業、1965年8月公開（成人映画・映倫番号 14092） - 「沖全吉」名義で監督[4][7]
- 『妾の子』 : 製作斎藤邦唯、脚本佐井勘三、製作扇映画プロダクション、配給ムービー配給社、1965年9月公開（成人映画・映倫番号 14163） - 「沖全吉」名義で監督[4][7]